# 장녕공주
장녕공주(長寧公主, 생몰년 미상)는 고려 후기의 왕족으로, 충혜왕과 덕녕공주의 딸이다. 장녕옹주(長寧翁主)라고도 한다.

## 생애

### 가계
고려의 제28대 왕 충혜왕과 정비 덕녕공주의 딸로, 생몰년은 분명치 않다. 성은 왕, 본관은 개성이다. 충목왕과는 친남매간이고, 공민왕의 친조카이다.
장녕공주의 모후 덕녕공주는 원나라의 황족 출신으로, 진서무정왕 초팔의 딸이다. 1330년(충숙왕 17년) 원나라에 입조해있던 충혜왕과 혼인하였으며, 충혜왕이 죽은 후에는 어린 충목왕과 충정왕을 대신해 섭정을 하였다.

### 공주 시절
장녕공주는 원래 원나라의 노왕에게 시집을 갔다. 그런데 원나라가 멸망하면서 북평에서 실종되고 말았다. 이를 알게 된 공민왕은 상서 성준득을 시켜 중서성에 이를 알려 공주를 찾게 하였다. 한편 1370년(공민왕 19년) 음력 4월 명나라의 홍무제가 북경에서 공주를 찾아 옷과 먹을 것을 주고 도사 서사호를 통해 고려로 돌려보냈는데, 무슨 일인지 공민왕은 공주가 돌아왔다는 이야기를 듣고도 기뻐하지 않았다. 이에 신돈이 좌사의대부 오중륙 등에게 밀령을 내려 "부인은 절개를 지켜야 하는데 장녕공주는 원나라에서 음란하다는 소문이 있었고, 명나라에 사로잡혀 포로가 되었으니 매우 부끄러운 일이다. 종묘와 백성들의 이목을 생각하여, 장녕공주를 개경이 아닌 먼 변방에서 살게 하라."는 상소를 올렸으나, 공민왕이 이를 윤허하지 않았다. 이후 장녕공주는 모후 덕녕공주의 거처에서 함께 살았다.
이후 《고려사》에는 1377년(우왕 3년) 음력 11월에 장녕공주에게 곡식을 하사했다는 기사를 끝으로, 그녀에 대한 기록이 더 이상 나오지 않는다. 생몰년이나 묘에 대한 기록 역시 남아있는 것이 없어 알 수 없다. 호는 장녕공주(長寧公主)이다. 소생에 대해서도 기록이 없다.

## 가족 관계
- 부왕 : 제28대 충혜왕(忠惠王, 1315~1344, 재위:1330~1332, 1339~1344)
- 모후 : 덕녕공주(德寧公主, ?~1375)
  - 남매 : 제29대 충목왕(忠穆王, 1337~1348, 재위:1344~1348)
  - 남편 : 원나라 노왕(魯王)
- 숙부 : 제31대 공민왕(恭愍王, 1330~1374, 재위:1351~1374)